# Paya Awe (Karang Baru)
Paya Awe is een bestuurslaag in het regentschap Aceh Tamiang van de provincie Atjeh, Indonesië. Paya Awe telt 603 inwoners (volkstelling 2010).